# Maya Reaidy
Maya Reaidy (Tannurin, 14 de noviembre de 1995) es una modelo libanesa. Ganadora de Miss Líbano en 2018, fue su representante en la edición de Miss Universo 2018.

## Vida personal
Reaidy nació y creció en Tannurin, hija única del matrimonio formado por su padre, libanés, y su madre, de origen ruso. Estudió en el Colegio Jesús y María, y después en una escuela evangélica del Líbano. Estudió Farmacia en la Universidad Libanesa Americana de Beirut. Reaidy es bailarina de ballet, le gusta practicar yoga y se declara vegetariana. Reconoce a Amal Clooney como una de las figuras públicas inspiradoras que más admira por su lucha por los derechos de la mujer.

## Carrera

### Miss Líbano 2018
Reaidy fue coronada como Miss Líbano 2018 celebrada en el Forum de Beirut el 30 de septiembre de 2018 y transmitida por MTV Líbano. En la ronda de preguntas, el compositor Guy Manoukian le preguntó a Reaidy qué la diferencia de las demás candidatas. Ella respondió: «Lo que me diferencia de otras candidatas es que soy una persona diplomática. Intento comprender a la gente en lugar de criticar. Esto me diferencia, especialmente en la sociedad actual». En el top 5, se le preguntó a Reaidy cuál era su mayor fracaso en la vida. Respondió que el fracaso era un paso necesario en la vida para tener éxito.
El jurado estaba formado por el presentador de televisión George Kurdahi, la cantante Nancy Ajram, Miss Líbano 2004 Nadine Nassib Njeim, el actor Adel Karam, el diseñador Nicolas Jebran, el compositor Guy Manoukian y la ganadora de Miss Universo 2017, la sudafricana Demi-Leigh Nel-Peters, entre otros. Reaidy lució un vestido de plumas azul cielo diseñado por Nicolas Jebran. Sucedió a Miss Líbano 2017, Perla Helou. Tras el desfile, los usuarios de las redes sociales libanesas la compararon con Georgina Rizk, la única reina de la belleza libanesa que ganó el título de Miss Universo en 1971 y cuya madre era húngara. Se ha señalado que Reaidy y Miss Rusia 2018 Yulia Polyachikhina tienen un gran parecido.
Reaidy quiso utilizar la plataforma de Miss Líbano para presentarse como defensora de los derechos de la mujer y aumentar el conocimiento y la conciencia de las mujeres que desconocen sus derechos en el Líbano, haciendo hincapié en que las madres libanesas no pueden transmitir sus nacionalidades a sus hijos.
Como Miss Líbano, también participó en la Asociación Step Together, apoyando la protección de los derechos de los niños con necesidades especiales y participando en actividades con los estudiantes. Reaidy fue invitada a la Embajada de los Emiratos Árabes Unidos en el Líbano y se reunió con el embajador Hamad Bin Saeed Al Shamsi para participar en el lanzamiento de una nueva iniciativa de concienciación sobre el cáncer de mama.
El 1 de octubre de 2018, la primera aparición televisiva de Reaidy fue en el programa de televisión Menna W Jerr, presentado por Pierre Rabbat y emitido por MTV Líbano. Reaidy aparece en su primera portada para la revista de estilo de vida femenino Zahrat Al Khaleej, apareciendo junto a la ex Miss Estados Unidos Rima Fakih y la Miss Universo 2017 Demi-Leigh Nel-Peters.
Como parte de su preparación para Miss Universo, Reaidy voló a Los Ángeles para una semana de entrenamiento intensivo organizado por la directora de Miss Líbano Rima Fakih, incluyendo sesiones de fotos, pruebas de vestuario y convocatoria de casting en Arab American Casting. Recibió discursos de motivación por parte de Miss Estados Unidos 2009 Kristen Dalton, Miss Guam Universe 2010 Brittany Bell y Miss Wyoming USA 2010 Claire Schreiner. El 3 de noviembre de 2018, apareció en la portada de Femme Magazine.

### Miss Universo 2018
Reaidy representó al Líbano en el certamen de Miss Universo 2018 en Bangkok (Tailandia). De 94 concursantes, Miss Líbano y Miss Egipto fueron las únicas concursantes del mundo árabe que compitieron en la 67.ª edición de Miss Universo.
En la competición preliminar de trajes de noche, lució un vestido plateado y morado claro diseñado por Nicolas Jebran. En el desfile de trajes nacionales, Reaidy eligió representar a su tierra natal rindiendo homenaje al cedro y lució un body dorado metálico con piezas en los brazos y botas hasta el muslo a juego.